# Egas Moniz
António Caetano de Abreu Freire Egas Moniz (ur. 29 listopada 1874 w Avanca, Estarreja, zm. 13 grudnia 1955 w Lizbonie) – portugalski neurolog i polityk, prekursor angioencefalografii, laureat nagrody Nobla (1949) „za odkrycie terapeutycznej wartości lobotomii w pewnych psychozach”.

## Życiorys
Urodził się 29 listopada 1874 w Avanca, w Portugalii, jako syn Fernando de Pina Rezende Abreu i Marii do Rosario de Almeida e Sousa. Wychowywał się i uczył w Coimbrze. W 1902 poślubił Elvirę de Macedo Dias. Studiował w Coimbrze, Bordeaux i Paryżu. W 1902 został profesorem na Uniwersytecie w Coimbrze, skąd w 1911 przeniósł się do Lizbony, by objąć katedrę neurologi na nowo utworzonym tamże uniwersytecie. Był m.in. ambasadorem w Madrycie (1917 albo 1918), ministrem spraw zagranicznych Portugalii (1917–1918 albo 1918–1919) i przewodniczącym delegacji portugalskiej na konferencji pokojowej w Wersalu.
Jako pierwszy (1926) wykonał angiografię mózgu u człowieka dotkniętego nowotworem śródczaszkowym.

### Lobotomia i niesława
W latach międzywojennych (1936) Moniz wymyślił metodę leczenia chorych psychicznie nazwaną leukotomią przedczołową (ang. prefrontal leucotomy). Zabieg ze względu na prostotę i piorunujące efekty stał się popularny. W połowie lat 50. pojawiły się pierwsze leki psychotropowe, które bez ingerencji chirurgicznej pozwoliły skutecznie leczyć choroby psychiczne, i z czasem lobotomię zaczęto postrzegać jako barbarzyństwo. Egas Moniz został kandydatem do odebrania Nagrody Nobla. Mimo protestów, Instytut Karolinska odmówił pozbawienia Moniza tytułu laureata Nagrody.

### Koniec kariery i śmierć
W wieku 70 lat został zmuszony do ustąpienia z katedry neurologii Uniwersytetu w Lizbonie. Pozostał jednak w pełni aktywny na polu swojej działalności medycznej i naukowej do 1949, kiedy został postrzelony na ulicy przez chorego psychicznie pacjenta. Odniesione rany spowodowały, że do końca życia musiał poruszać się na wózku. Zmarł sześć lat później, 13 grudnia 1955.